# Hugo Wellems
Hugo Wellems (* 4. August 1912 in Bonn; † 23. März 1995 in Köln) war ein Publizist, Journalist, Buchautor und nationalsozialistischer Funktionär.

## Leben
Wellems trat 1930 als 18-Jähriger der NSDAP bei. Er war HJ-Bannführer, Mitglied der Legion Condor im spanischen Bürgerkrieg und wurde später Referent im Reichsministerium für Volksaufklärung und Propaganda und Leiter des Propagandaamtes in Kauen.  Während der Zeit des Nationalsozialismus publizierte er verschiedene systemkonforme Bücher wie 1936 Die letzten hundert Tage. Tagebuch vom Saarkampf der Hitler-Jugend und 1939 Der Führer in der Westmark. 1943 erschien sein humoristisches Buch Christoph Pankratius Mieserich unter den Seligen.
Nach dem Zweiten Weltkrieg wurden Wellems’ Schriften Die letzten 100 Tage. Ein Tagebuch vom Kampf der Hitlerjugend an der Saar, Irrfahrt durch Deutschland (beide im Verlag für soziale Ethik und Kunstpflege, Berlin 1938) und das von ihm mit Heinrich Foerster verfasste Der Führer in der Saarpfalz. Ein Bildbericht (Saarbrücker Druckerei und Verlag, Saarbrücken 1939) in der Sowjetischen Besatzungszone auf die Liste der auszusondernden Literatur gesetzt.
Nach 1945 arbeitete Wellems nach Eigenauskunft fünf Jahre für US-Geheimbehörden, danach wurde er Mitglied der Deutschen Partei (DP). 1959 wurde er Chefredakteur der DP-Parteizeitung Deutsches Wort, später dann vom OstWestKurier. 1962 war er der Gründer und spätere Vorsitzende der Staats- und Wirtschaftspolitischen Gesellschaft e. V. (SWG).
Wellems war ein Kritiker der Ostpolitik Willy Brandts, mit Franz Josef Strauß verband ihn eine langjährige Freundschaft. Laut dem Spiegel dirigierte Wellems über die SWG im Bundeswahlkampf 1972 mit Hilfe von Millionenspenden aus der Wirtschaft anonyme Postfach-Kampagnen gegen Brandt und Walter Scheel. Bereits 1960, so der Spiegel, hatte Wellems in seiner Publikation Das deutsche Wort eine Diffamierungswelle gegen Brandt mit der Enthüllung eingeleitet, der damalige Kanzlerkandidat sei unehelicher Herkunft.
Er wurde Chefredakteur des SWG-Organs Deutschland Journal und von 1967 bis 1995 Chefredakteur der Wochenzeitung Das Ostpreußenblatt. Von 1977 bis 1993 war er zusätzlich Chefredakteur der Pommernzeitung. 
1971 wurde Wellems "Propagandareferent" der Deutschen Union unter Siegfried Zoglmann.
1981 war er Mitgründer des Bismarckbundes und bis zu seinem Tod stellvertretender Vorsitzender. Von 1980 bis 1991 war er Prior des Ordo Militiae Crucis Templi Tempelherrenorden, deutsches Priorat e. V., einer deutschen Organisation, die sich auf den Tempelherrenorden beruft.
Hugo Wellems publizierte verschiedene Bücher, die meist im Verlag der Staats- und Wirtschaftspolitischen Gesellschaft e. V. oder im vom Verfassungsschutz als rechtsextremistisch eingeschätzten Arndt-Verlag erschienen. Oft waren diese Bücher Zusammenfassungen von Beiträgen, die er zuvor für eine der zahlreichen Zeitungen und Zeitschriften geschrieben hatte. Eines der bekanntesten ist das Werk Von Versailles bis Potsdam (mit Neuauflagen unter dem Titel Das Jahrhundert der Lüge), das aus einer Ansammlung von Zitaten führender Politiker besteht, die aber aus dem Zusammenhang gerissen sind und meist ohne Quelle abgedruckt wurden.

## Ehrungen
- Kulturpreis der Landsmannschaft Ostpreußen (1982)
- Preußenschild (höchste Auszeichnung der Landsmannschaft Ostpreußen)